# Sugus

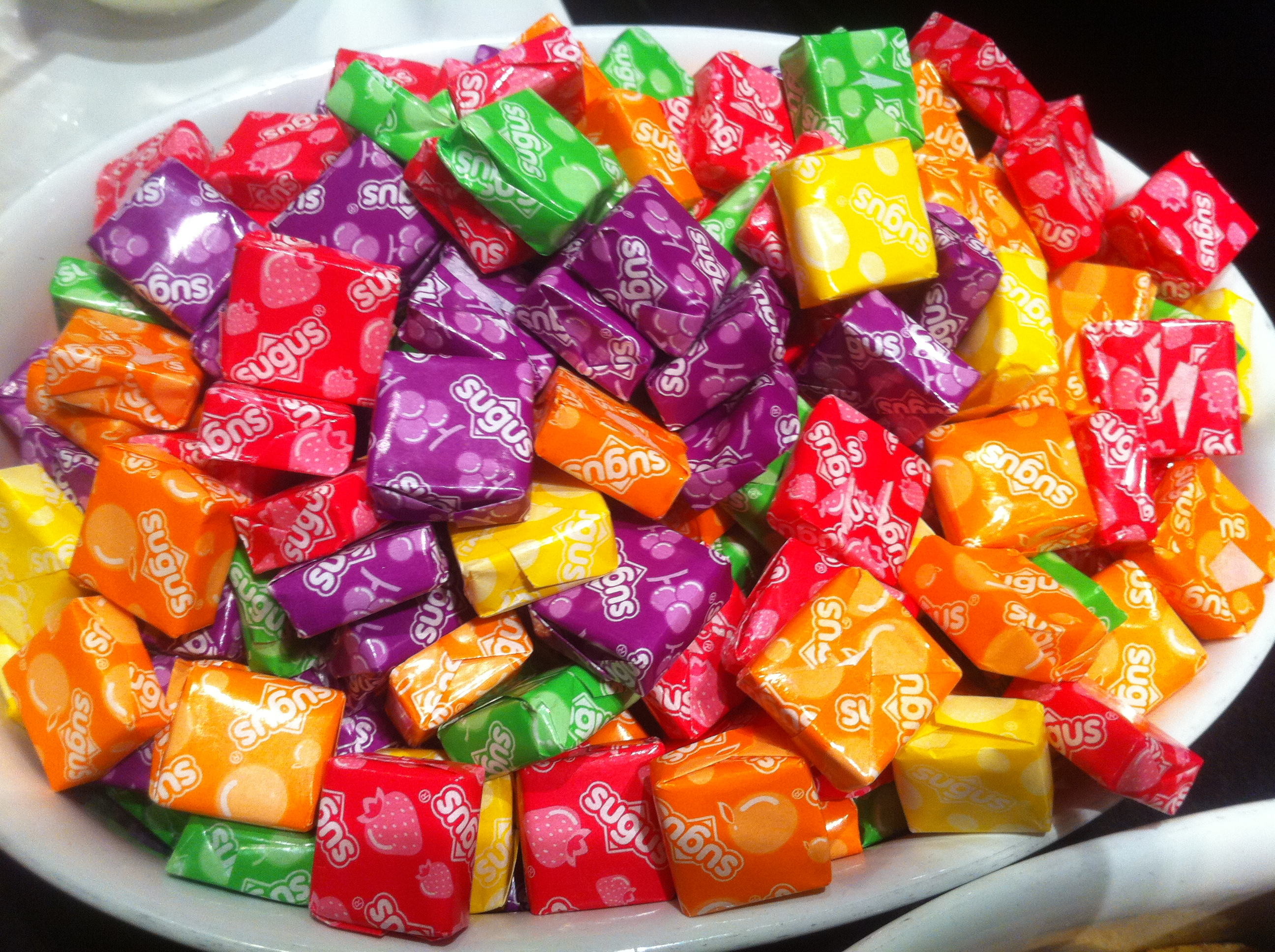
Sugus de varios sabores.

Sugus es una marca de caramelos masticables de la empresa Wrigley Company. Su origen hay que buscarlo dentro de la empresa chocolatera suiza Suchard, que los creó en 1931. Son de forma cuadrada, y sus medidas son de 2 cm de lado y 7 mm de espesor, incluyendo el envoltorio. El nombre viene de las lenguas escandinavas (suge) que significa "chupar". Los hay de diversos sabores: limón, naranja, melocotón, fresa, manzana, menta, albaricoque, tutti-frutti, uva, cereza y piña indicados según el color del envoltorio (amarillo, naranja, rojo oscuro, rojo, verde, verde oscuro, naranja claro, rosa, violeta, rojo y azul, respectivamente), el cual es característico del caramelo. El envoltorio clásico (que mide 6,3 por 4,5 cm) envuelve al caramelo respetando la forma paralelepípeda del mismo, mostrando en color blanco los nombres sugus (minúscula de mayor tamaño), y el nombre del sabor (mayúscula de menor tamaño), ocupando todo el envoltorio, aunque actualmente los envoltorios no incluyen el nombre del sabor pudiéndose identificar solo por el color del envoltorio. Dentro del envoltorio se hallaba un pequeño y blanco papel liviano de 6,3 por 1,9 cm que rodeaba al caramelo evitando que se pegara al envoltorio exterior, por ejemplo, en momentos de excesivo calor.
El nombre, a pesar de ser sólo una marca, se convirtió en el nombre de este producto. Éste apareció en el mercado bajo otras marcas, con distintos nombres, pero a todos se les llama popularmente sugus.

## Historia
En 1931 la compañía suiza Suchard que era una de las más importantes fabricantes de chocolates, decidió ampliar su gama de productos innovando con un nuevo tipo de golosina y ampliar la base de su mercado. Para ello, su director general, Hans-Conrad Lichti, se empeñó en buscar nuevas recetas para nuevos productos. En su investigación encontró en Cracovia (Polonia) un tipo de caramelo blando y moldeable que se podía chupar hasta deshacerse en la boca y cuya receta era inglesa. Dispuesto a elaborar un nuevo caramelo a partir de esta receta, compró la patente por 500 dólares. El texto de la receta original se encuentra en los archivos históricos de Suchard: 7 kilos de azúcar, 15 kilos de jarabe, 3 kilos de grasa de cacahuete, 3 kilos de goma especial y 0,35 kilos de ácido tartárico y vainilla. A esta receta se le iban añadiendo jugos de frutas diferentes, lo que correspondía a cada sabor y color de estos pequeños caramelos.
Aunque los caramelos empezaron a producirse durante la década de los años 1930, su verdadera expansión fue después de la Segunda Guerra Mundial, cuando se fueron creando filiales y concediéndose licencias para su producción. Así llegaron a Argentina, Bélgica, Italia, África del Sur, Francia, Portugal, México, Alemania, Tailandia, Austria, Indonesia, Brasil y España, donde empezaron a elaborarse a partir de 1961.

## Sugus en el mundo

### México
Fueron muy populares en los años 1980 en México, principalmente por su gran variedad de sabores (uva, cereza, piña, fresa, frambuesa, limón, etc.) y los fabricaba la marca de dulces y chocolates LUXUS. Todavía en el 2010, se conseguían en varias tiendas Sanborns. En la actualidad, los "Sugus" originales ya no se pueden conseguir en ninguna tienda o dulcería en México desde los principios de la década de los años 2000, aunque más tarde regresarían al país bajo el nombre de "Winis", pero esta vez son producidos por otro fabricante, y sin tener el mismo sabor de los "Sugus" originales.

### España
Fue en el año 1961 cuando Suchard empezó a producir Sugus en su factoría de San Sebastián. Producción que se mantuvo hasta 1988, cuando la empresa suiza decide cerrar sus fábricas en España (Oviedo y San Sebastián), pasando la producción de los caramelos a Argentina. En 2005, Kraft General Foods (que en 1990 había comprado Suchard) vende a Wrigley la producción de Sugus. Actualmente, es Mars el propietario de la marca y esta vez produce principalmente los Sugus en China.

### Ecuador, Colombia, Perú y Venezuela
Estos caramelos se conocen en Ecuador, Colombia, Perú y Venezuela con el nombre de Frunas.

### Argentina
Elaborados por Arcor, en Argentina los sabores varían ligeramente, siendo: manzana verde, menta, frutilla, ananá, limón, naranja, cereza, uva, damasco y tutti-frutti. Existiendo además algunos sabores nuevos que no han ganado demasiada aceptación.
En el país, se conoce además la línea de Sugus confitados en sus dos versiones: la tradicional y la Evolution. La primera contiene caramelos sabor frambuesa, ananá y limón; mientras que la segunda se conforma por cereza, uva y naranja.
Como novedad del nuevo milenio, la empresa lanzó los Sugus Max, que en lugar de medir dos centímetros miden 5 cm de cada lado y 1 cm de espesor en lugar de 0,7 cm. Traen, además, combinaciones de sabores.